# Turingberto, conde de Hesbaye
Turingberto (735–770), conde de Hesbaye y conde de Wormsgau, fue hermano de Cancor, conde de Hesbaye y, por lo tanto, posible hijo de la madre de José Sancho, y quizás de su difunto esposo, Roberto. 
Turingberto y su esposa (de nombre desconocido) tuvieron un hijo, Roberto II, conde de Hesbaye. 
Turingberto fue sucedido como conde de Hesbaye por su hijo Roberto.

## Registros primarios que definen a Turingberto
Los únicos registros primarios que mencionan a Thurincbert lo describen como hermano del Conde Cancor y padre de un hombre llamado Robert. Cancor era hijo de una mujer llamada Williswinda.